# Elena Vodorezova
Elena Germanovna Vodorezova (em russo:  Елена Германовна Водорезова; nome de casada: Elena Germanovna Buianova (em russo:  Елена Германовна Буянова); Moscou, RSFS da Rússia, 21 de maio de 1963) é uma ex-patinadora artística e treinadora russa, que competiu no individual feminino representando a União Soviética. Ela conquistou uma medalha de bronze em campeonatos mundiais (1983), conquistou uma medalha de prata e uma de bronze em campeonatos europeus, e foi cinco vezes campeã do campeonato nacional soviético. Vodorezova disputou os Jogos Olímpicos de Inverno de 1976 e 1984 terminando na décima segunda e oitava posições, respectivamente. Como treinadora, ela levou Adelina Sotnikova em 2014 a medalha de ouro olímpica.

## Carreira como treinadora
Ela começou como treinadora no CSKK Club em Moscou. Irina Tagaeva muitas vezes coreografa para seus alunos. Seus ex-alunos incluem 
Elene Gedevanishvili, Olga Markova, Andrei Griazev, Artem Borodulin, Artur Dmitriev Jr, Denis Ten, Adelina Sotnikova, Maxim Kovtun, Alexander Samarin, e Alexandra Proklova.

## Principais resultados
| Resultados                                                            | Resultados      | Resultados      | Resultados        | Resultados    | Resultados        | Resultados        | Resultados      | Resultados      | Resultados    | Resultados    | Resultados    | Resultados    |
| Internacional                                                         | Internacional   | Internacional   | Internacional     | Internacional | Internacional     | Internacional     | Internacional   | Internacional   | Internacional | Internacional | Internacional | Internacional |
| Evento/Temporada                                                      | 1975– 1976      | 1976– 1977      | 1977– 1978        |               | 1979– 1980        |                   | 1981– 1982      | 1982– 1983      | 1983– 1984    |               |               |               |
| --------------------------------------------------------------------- | --------------- | --------------- | ----------------- | ------------- | ----------------- | ----------------- | --------------- | --------------- | ------------- | ------------- | ------------- | ------------- |
| Jogos Olímpicos                                                       | 12.ª            |                 |                   |               |                   |                   | 8.ª             |                 |               |               |               |               |
| Campeonato Mundial                                                    | 11.ª            | 7.ª             | 6.ª               | WD            | 5.ª               | Medalha de bronze |                 |                 |               |               |               |               |
| Campeonato Europeu                                                    | 8.ª             | 5.ª             | Medalha de bronze |               | Medalha de bronze | Medalha de prata  | WD              |                 |               |               |               |               |
| Prize of Moscow News                                                  | Medalha de ouro | Medalha de ouro |                   |               |                   |                   |                 |                 |               |               |               |               |
| Nacional                                                              |                 |                 |                   |               |                   |                   |                 |                 |               |               |               |               |
| Campeonato Soviético                                                  | Medalha de ouro | Medalha de ouro |                   |               | Medalha de ouro   |                   | Medalha de ouro | Medalha de ouro |               |               |               |               |
|                                                                       |                 |                 |                   |               |                   |                   |                 |                 |               |               |               |               |
| Legenda: WD = Abandonou; Competição não foi disputada nesta temporada |                 |                 |                   |               |                   |                   |                 |                 |               |               |               |               |